# 程海宝
程海宝（1950年10月—），男，汉族，安徽绩溪人，中国杂技表演艺术家，一级演员，中国杂技家协会原副主席、顾问，上海市文学艺术界联合会原副主席，上海市马戏学校校长。